# Počerady
Počerady (německy Potscherad) jsou vesnice v okrese Louny v Ústeckém kraji. Administrativně tvoří část obce Výškov.

## Název
Název vesnice byl odvozen z osobního jména Počerad. V historických pramenech se vyskytuje ve tvarech Naposcherad (1207), Potscherad (1333), Pocscherad (1341), Jacobus Poczieradensis (1386), v Počeradci, Poczieradecz (1559), Podssierady (1654), Pocžerad (1787), Potscherad nebo Počehrad a Putschehrad (1846), Počeradec nebo Podscherad (1854) a Počeradce nebo Potscherad (1886).

## Historie
První písemná zmínka o vesnici pochází z roku 1207.
U Počerad se těžil tzv. balas (červená hlína), ze kterého se vyráběla růžová nebo červená barva známá pod obchodním názvem andělská červeň. Roku 1881 byl zahájen provoz na železniční trati Počerady–Vrskmaň. Přepravovalo se po ní zejména hnědé uhlí a cukrová řepa a v malé míře byla provozována i osobní doprava ukončená v roce 1960. S rozšiřováním Lomu Vršany význam trati upadal a v posledním úseku provoz skončil v roce 1984.

## Pamětihodnosti
Na návsi stojí barokní kaple svaté Anny postavená v roce 1720. V roce 2002 byla opravena a znovu vysvěcena.

## Elektrárna Počerady

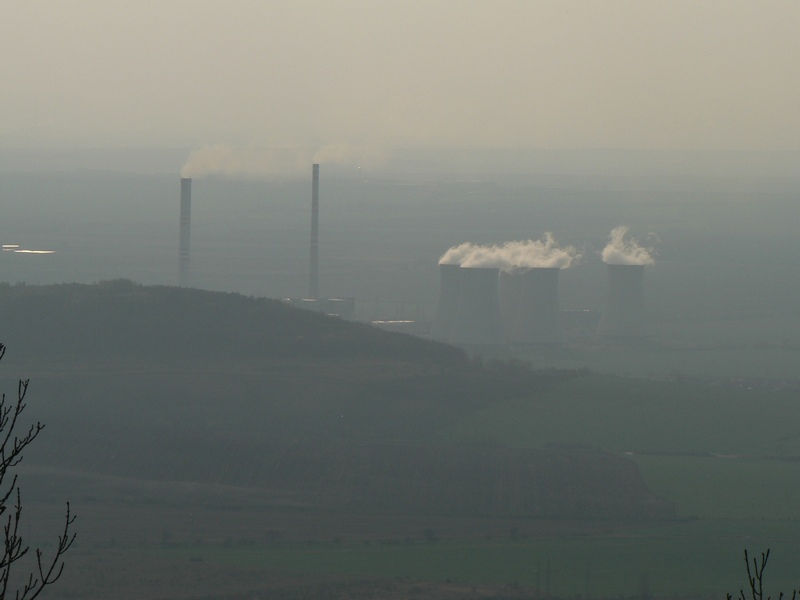
Pohled na elektrárnu z Milé

Pravděpodobně nejznámější stavbou v okolí Počerad je uhelná tepelná elektrárna provozovaná společností ČEZ. Z původních čtyř bloků jsou momentálně v provozu bloky 2, 3 a 4, z nichž poslední dva byly uvedeny do provozu v roce 1977. Odsířením elektrárna prošla v letech 1994–1996. Jako vedlejší produkt odsiřování vzniká energosádrovec, který je zpracováván na sádrokartonové desky (tuto aktivitu provozuje od roku 1995 firma KNAUF).

## Osobnosti
- Philipp Trautzl (1869–1910), rolník, starosta a poslanec zemského sněmu[8][9][10]

## Obyvatelstvo
|                                                              | 1869 | 1880 | 1890 | 1900 | 1910 | 1921 | 1930 | 1950 | 1961 | 1970 | 1980 | 1991 | 2001 | 2011 |
| ------------------------------------------------------------ | ---- | ---- | ---- | ---- | ---- | ---- | ---- | ---- | ---- | ---- | ---- | ---- | ---- | ---- |
| Obyvatelé                                                    | 279  | 308  | 335  | 390  | 470  | 465  | 481  | 366  | 342  | 283  | 156  | 128  | 123  | 114  |
| Domy                                                         | 38   | 44   | 43   | 54   | 61   | 62   | 72   | 88   | 63   | 66   | 41   | 45   | 39   | 45   |
| Počet domů z roku 1961 zahrnuje domy zaniklé vsi Třískolupy. |      |      |      |      |      |      |      |      |      |      |      |      |      |      |

## Doprava
V Počeradech se nachází poměrně rozsáhlé nádraží, i když v současné době nádražní budova již přímo neslouží účelům osobní dopravy. Stanice leží na Žatec–Obrnice. Částí obce Počerady projíždí pravidelná linková autobusová doprava.